# Phylloscopus rotiensis
Phylloscopus rotiensis (лат.) — вид воробьиных птиц из семейства пеночек. Эндемик индонезийского острова Роти (Малые Зондские острова).
Возможно, это первый вид птиц, частично описанный на основании полногеномного поиска ассоциаций.

## Описание
Клюв Phylloscopus rotiensis гораздо длиннее, чем у большинства других азиатских пеночек. Вероятно, это результат адаптации к сухому климату острова Роти. Отличается вид от других пеночек и своим оперением, а вот различия в вокализации между ними минимальны.
На острове Роти, земли которого интенсивно используются для нужд сельского хозяйства, осталось только два крупных участка леса. Виду присвоен охранный статус NT.